# Allgemeine Dienstordnung
Die Allgemeine Dienstordnung für Lehrerinnen und Lehrer, Schulleiterinnen und Schulleiter (ADO) ist eine Verwaltungsvorschrift über die Rechte und Pflichten der nordrhein-westfälischen Lehrer und Schulleiter. Sie wurde zunächst am 20. September 1992 vom Ministerium für Schule und Weiterbildung des Landes Nordrhein-Westfalen auf der Grundlage des § 128 Absatz 1 Satz 2 Schulgesetz für das Land Nordrhein-Westfalen erlassen. Am 18. Juni 2012 (ABl. NRW. S. 384) wurde sie in einer überarbeiteten Fassung neu erlassen.
Die Dienstordnung konkretisiert die in anderen schulrechtlichen und dienstrechtlichen Vorschriften enthaltenen Rechte. Sie ist damit eine für die Schulleitung wichtige Zusammenstellung als innerdienstliche Geschäftsordnung für die Schulen.
Die Vorschrift ist in vier Teile gegliedert:
1. Allgemeines
2. Lehrerinnen und Lehrer
3. Schulleitung
4. Lehrerinnen und Lehrer mit besonderen Funktionen

Sie gilt für die Lehrkräfte an den öffentlichen Schulen. Schulen in freier Trägerschaft können die Allgemeine Dienstordnung durch Entscheidung des Schulträgers für sich in modifizierter Form zu übernehmen.